# Mitologia de les illes Hèbrides
Les Hèbrides Interiors i les Hèbrides Exteriors de la costa occidental d'Escòcia estan formades per una gran quantitat d'illes grans i petites. Aquestes illes aïllades i majoritàriament deshabitades són la font d'alguns mites i llegendes de la mitologia de les illes Hèbrides.
Les illes Hèbrides són una part d'Escòcia que sempre ha confiat en el mar circumdant per sostenir les petites comunitats que han ocupat parts de les illes durant segles, per tant, és natural que aquests mars siguin font de moltes d'aquestes llegendes.

## Esperits de l'aigua

### Kelpies

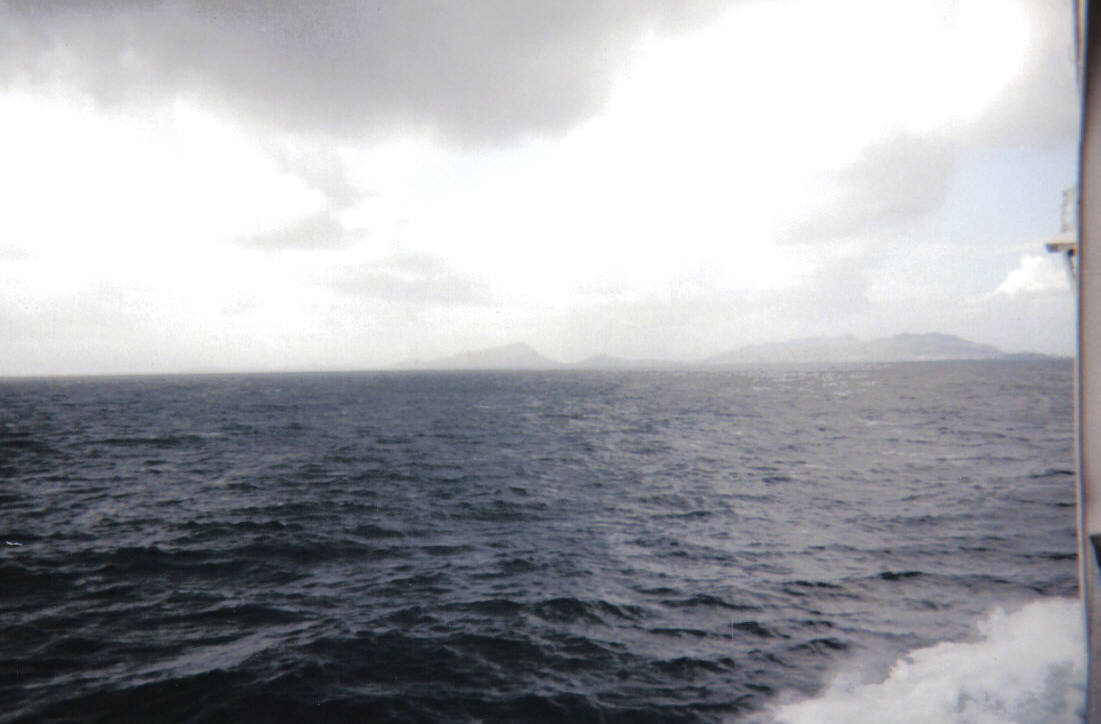
The Minch, la llar dels homes blaus

Es deia que les kelpies ocupaven diversos llacs, incloent els llacs propers a Leurbost.

### Homes blaus
Els homes blaus del Minch (també coneguts com a «kelpies de la tempesta»), ocupen el tram d'aigua entre l'illa de Lewis i l'Escòcia continental. Intenten ofegar als mariners i enfonsar les seves embarcacions.

### Seonaidh (Shonny)
Seonaidh és un esperit aquàtic celta al que se li oferia ale.

## Sirenes

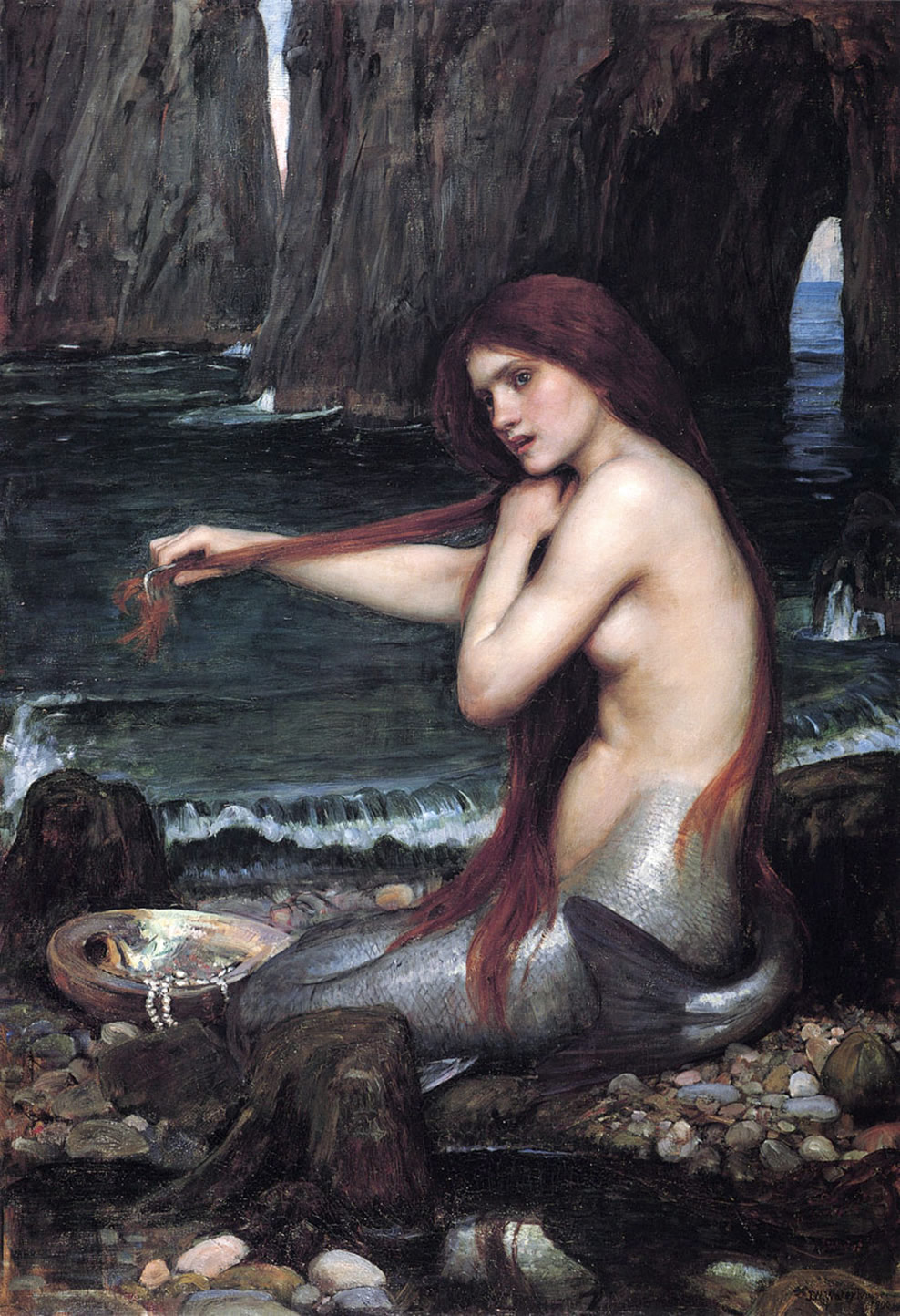
Una sirena, per John William Waterhouse (c. 1900)

S'afirma que existeix una tomba d'una sirena a Benbecula, però es desconeix la ubicació exacta.
La sirena va ser assassinada a principis del segle xix, quan un adolescent, després d'haver-la observada durant un parell de dies, va llançar una roca en ella, matant a l'entitat.
Els escrits afirmen que la part superior de la criatura era la mida d'un nadó, mentre que la part inferior era com un salmó.

## Monstres aqüàtics

### Monstres lacustres
Searrach Uisge és un monstre lacustre que es deia que ocupava el Loch Suainbhal. Semblant a un vaixell capgirat, s'ha informat de l'albirament d'aquesta criatura durant un segle i mig a l'interior del llac. Es diu que habitants locals li oferien ovelles a la criatura un cop a l'any.
S'ha informat de l'albirament d'altres criatures semblants en altres llacs, inclòs al Loch Urubhal.
Al Loch Duvat, a Eriskay, mentre buscava enmig de la boira un cavall que es va escapar de la seva granja, un granger va veure el que creia que era el seu cavall desapareguda al llac. A mesura que s'apropava, es va adonar que estava mirant una estranya criatura que va fer gemec sobtat, espantant al granger que va córrer cap a casa seva.

### Monstres marins
S'ha informat de diversos albiraments de monstres marins a prop de Lewis al llarg dels anys, incloent un albirament informat el 1882 per un vaixell alemany davant de Butt of Lewis. El vaixell, a 15 km de la costa, va informar de l'albirament d'una serp marina d'uns 40 metres de longitud, amb diverses protuberàncies que sobresortien de l'aigua mentre estava submergida.
També s'han informat de l'albirament de serps marines al sud de l'illa.

## Fades

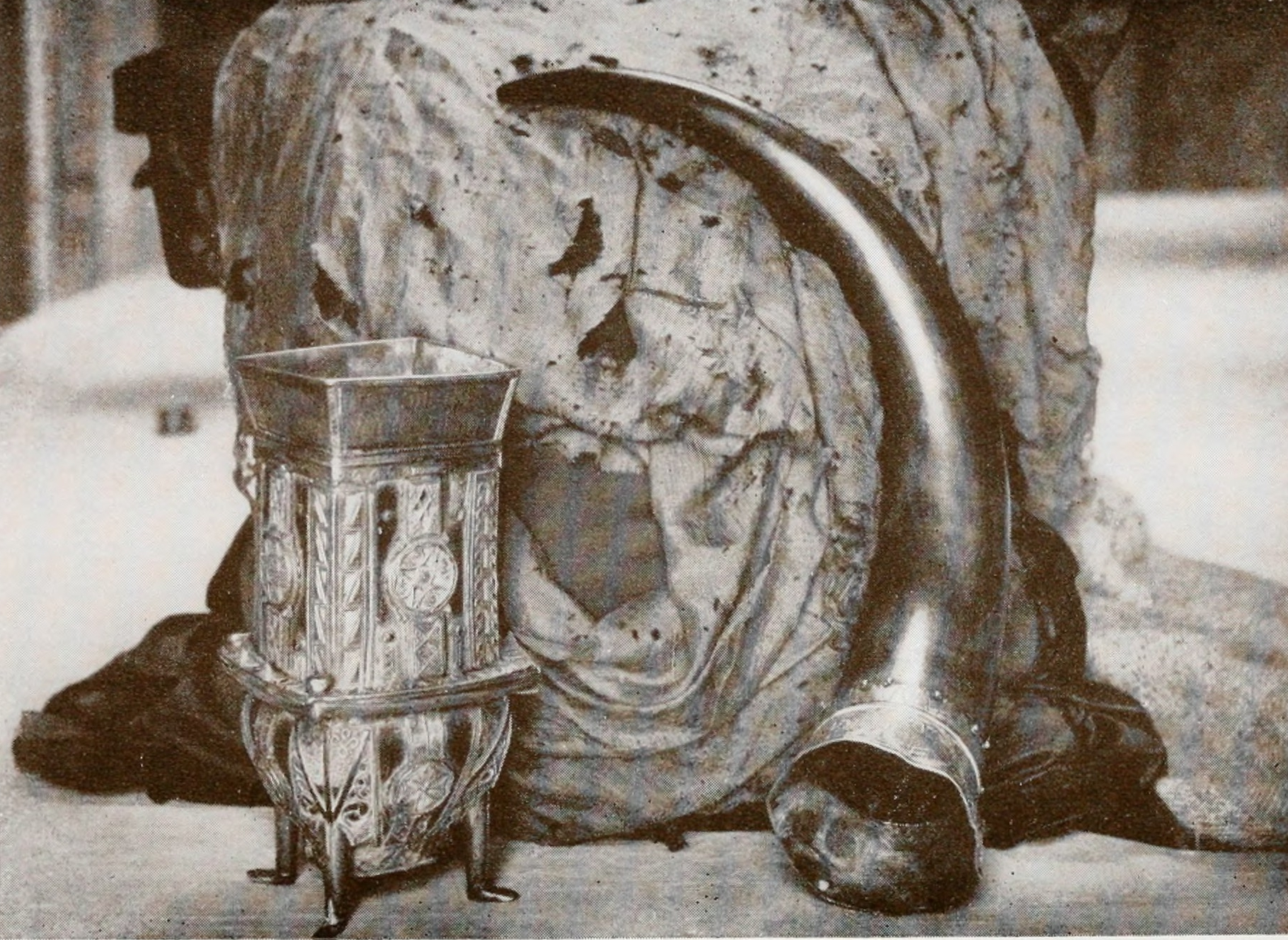
La Copa Dunvegan, la Bandera de les Fades, i la Banya de Sir Rory Mor són els tresors del Clan MacLeod que es troben al Castell de Dunvegan. Fotografia feta al voltant de 1927

A Luskentyre, a Harris, es diu que un gos deixa impressions de grans dimensions sobre la sorra humida que desapareixen de sobte a mig camí de la platja. Es diu que es tracta d'un Cù-Sìth (gos fada).
A South Uist, una dona, que caminava amb dos amics enmig de la foscor de la nit, va observar com un gos lluminós, de la grandària d'un conill però amb un cap petit i sense ulls, es dirigia cap a ella. La criatura va començar a desaparèixer mentre s'apropava. En arribar a casa, va descriure a la seva tia el què li havia passat, i la dona gran li va dir que era un Cù Sìth.
Un dels tresors dels caps del Clan MacLeod és la Bandera de les Fades. Nombroses tradicions afirmen que la bandera va ser un regal de les fades.

## Homes llop
Es diu que una família d'homes llop vivia a l'illa a prop del Loch Langavat. Malgrat que van morir fa molt de temps, van prometre de tornar si algú molestava seves tombes.

## Foc follet
S'ha informat de l'albirament de foc follet a la zona de Sandwick. Les llums que floten per la zona solen anunciar que s'apropa la mort d'un habitant local. Alguns diuen que la llum pertany a un comerciant irlandès que va ser robat i assassinat a l'illa.